# 허진 (법조인)
허진(許瑨, 1894년 ~ 1968년 5월 31일)은 대한민국의 대법관을 역임한 법조인이다. 본관은 김해(金海). 호는 우촌(友村)이다.

## 생애
경상북도 금릉군(현 김천시) 출생이다. 김천시 개령면에 위치한 허진의 생가는 지역의 명물이었던 대저택으로 현재는 집터만 남아 있다. 항일의병장 왕산 허위와 일가이다.

1919년 서울대학교 법과대학의 전신인 경성전수학교를 졸업했다. 1921년 판사·검사고시에 합격한 뒤 대구지방법원 판사로 근무하다가 1925년부터는 대구에서 변호사로 개업했다.
1945년 광복과 함께 다시 판사로 임용되었고, 대구지방법원장(1948), 부산지방법원장(1951), 서울고등법원장(1952)을 역임하였다. 1954년 9월 대법관에 임명되어 1959년 9월까지 5년간 재임했다.
정년퇴임한 뒤에는 서울 성북구에 자신의 호를 따서 명명한 우촌국민학교를 설립하고 초대 이사장을 지냈다.
2008년 발표된 민족문제연구소의 친일인명사전 수록예정자 명단 중 사법 부문에 포함되어 있다.

## 참고자료
- 허진(許瑨) - 한국학중앙연구원
- 대법원, 역대 대법관 - 허진
- “前大法官 許瑨씨” (PDF). 한국일보. 1968년 6월 2일. 7면면. 2016년 3월 6일에 원본 문서 (PDF)에서 보존된 문서. 2008년 3월 29일에 확인함.